# Brug 24
Brug 24 is een vaste brug in Amsterdam-Centrum. Ze vormt de verbinding tussen de Gasthuismolensteeg en Hartenstraat. Ze overspant daarbij de Herengracht. De brug, zelf geen monument, wordt omringd door gemeentelijke en rijksmonumenten.
Er ligt hier al eeuwen een brug. Balthasar Florisz. van Berckenrode tekende de brug in op zijn kaart uit 1625, een brug over de Heere Graft. Het is daar een hoge brug met vijf doorvaarten/bogen. 
In 1882 werd besloten dat zij moest verlaagd worden, want het verkeer had last van de steile taluds. Het werk werd uitgesteld, want pas in 1885 werd er weer over gesproken. De directeur van de Amsterdamsche Omnibus Maatschappij wilde die verlaging wel voor zijn rekening nemen zodat zijn trams de brug konden "nemen". In 1959 moest het wegdek van de brug zodanig vernieuwd worden dat de doorvaarthoogte verlaagd moest worden. Er zijn daarna geen grote wijzigingen meer aangebracht.

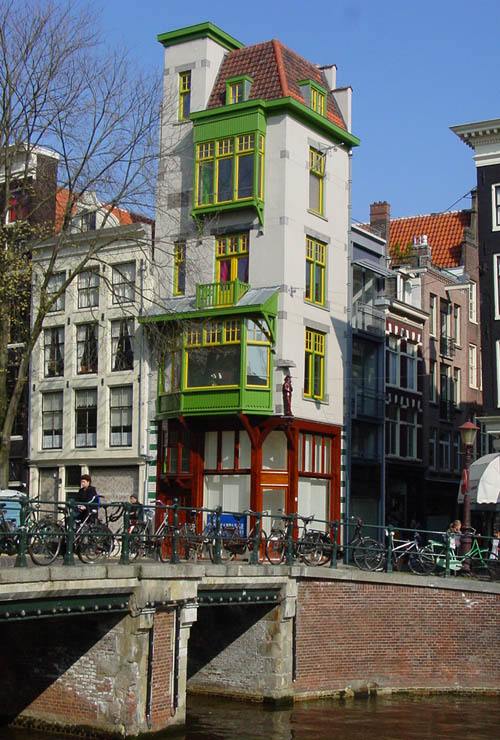
Brug 24, linksonder (2008)

1 · 2 · 3 · 4 · 5 · 6 · 7 · 8 · 9 · 10 · 11 · 12 · 13 · 14 · 15 · 16 · 17 · 18 · 19 · 20 · 21 · 22 · 23 · 24 · 25 · 26 · 27 · 28 · 29 · 30 · 31 · 32 · 34 · 35 · 36 · 37 · 38 · 39 · 40 · 41 · 42 · 43 · 44 · 45 · 46 · 47 · 48 · 49 · 50 · 51 · 52 · 53 · 54 · 55 · 56 · 57 · 58 · 59 · 60 · 61 · 62 · 63 · 64 · 65 · 66 · 67 · 68 · 69 · 70 · 71 · 72 · 73 · 74 · 75 · 76 · 77 · 78 · 79 · 80 · 81 · 82 · 84 · 85 · 86 · 87 · 88 · 89 · 90 · 91 · 92 · 93 · 94 · 95 · 96 · 97 · 98 · 99 · >>>
Brugnummers 33 en 83 zijn niet (meer) vergeven